# 網打ち
網打ち（あみうち）とは、相撲の決まり手、捻り手の一つである。両手で相手の差し手を抱え、体を開くと同時に相手を自分の後方へねじり倒す技。漁師が投網を打つような格好に似ている事から名付けられたと言われている。1916年の書籍『実地活用相撲必勝術』ではトッタリと呼んでいる。日本相撲協会で制定したとったりとは異なる技である。
大相撲ではあまり見ることが無い珍しい技の一つだが、昭和時代の1987年1月場所では横綱千代の富士が巨砲に、平成時代に入ってからは1991年11月場所で大関霧島が三杉里にこの決まり手で勝利した。また、横綱の時、朝青龍は2回網打ちを決めている（2004年3月場所、2006年7月場所）。
2010年以降に幕内で網打ちが決まった取組は以下の通り。
- 2010年1月場所3日目　横綱白鵬（豊ノ島戦）
- 2014年7月場所2日目　横綱日馬富士（勢戦）
- 2014年11月場所10日目　千代大龍（蒼国来戦）
- 2018年11月場所6日目　安美錦（大奄美戦）
- 2019年1月場所14日目　琴恵光（輝戦）
- 2019年7月場所2日目　佐田の海（輝戦）
- 2020年1月場所5日目　石浦（佐田の海戦）
- 2020年7月場所7日目　照強（北勝富士戦）
- 2024年5月場所2日目　錦木（隆の勝戦）
- 2025年5月場所4日目　錦木（藤青雲戦）
- 2025年5月場所7日目　佐田の海（錦木戦）